# Otterbäcken
Otterbäcken – miejscowość (tätort) w Szwecji, w regionie administracyjnym (län) Västra Götaland (gmina Gullspång).
W 2015 roku Otterbäcken liczyło 686 mieszkańców.

## Położenie
Miejscowość jest położona w północno-wschodniej części prowincji historycznej (landskap) Västergötland, na wschodnim brzegu jeziora Wener. Port w Otterbäcken jest jedynym naturalnym głębokim portem na tym jeziorze.

## Demografia
Liczba ludności tätortu Otterbäcken w latach 1960–2015: